# Операция „Хейлстоун“
Операция „Хейлстоун“ е операция от Втората световна война извършена на 17 и 18 февруари 1944 г. от ВМС на САЩ срещу японската база в лагуната Трук. Тя е част от американското настъпление срещу Имперския японски флот в Централния Тих океан.
Преди операция „Хейлстоун“ Имперския японски флот използва Трук за пристанище за големия си военноморски флот. Кораловият атол заобикалящ островите на Трук създава безопасно пристанище, където малкото точки на навлизане и излизане са укрепени от японците с брегови батерии, противовъздушни оръдия и летища.
Американските оценки на защитните сили на Трук и ролята му на крепост на японския флот карат вестници и военни да го наричат „Гибралтар на Тихия океан“ или да го сравняват с Пърл Харбър. Местоположението на Трук в Каролинските острови го прави отличен логистичен център и междинна спирка за самолети, които се придвижват от Японските острови през Южния Тихоокеански мандат към югоизточна Азия.
До началото на 1944 г. Трук става все по-неподходящ за основна оперативна база на японците. На запад американските и австралийските сили под командването на генерал Дъглас Макартър се придвижват през Югозападния Тихи океан като изолират или преодоляват множество укрепени позиции като част от операция „Картуийл“. Военноморските сили на САЩ, морската пехота и армията, под командването на адмирал Честър Нимиц, превземат повечето от близките Гилбъртови и Маршалови острови, където изграждат многобройни авиобази.
В резултат на това японският флот взема решение да премести предната база на операциите към островите Палау, а впоследствие към Индонезия. Преди да началото на операцията започва прехвърляне на големите военни кораби от Трук.
Независимо от това, атаката срещу Трук уловя в пристанището голям брой японски спомагателни и товарни кораби, както и някои военни кораби. Между въздушните атаки и атаките на надводните кораби за двата дни на операция „Хейлстоун“ са унищожени около 250 бойни самолета и загиват голям брой опитни пилоти. Потопени са около четиридесет кораба – два леки крайцера, четири разрушителя, девет спомагателни кораба и около две дузини товарни кораби.
Значителни щети са нанесени на различни островни бази, включително докове, комуникационни центрове, центрове за снабдяване и база на подводници. Трук остава изолиран до края на войната, отрязан и заобиколен от американската кампания за овладяване на острови в Централния Тихи океан. Заобиколени са и други важни японски гарнизони и летища в архипелага Бисмарк, Каролинските острови, Маршалите и Палау. Междувременно американците изграждат нови бази на места като Адмиралтейските острови, Маджуро, атол Улити и превземат голямото пристанище в Гуам.